# Bion 1
Bion 1 (ros. Космос 605 – „Kosmos 605”) – kolejny radziecki biosatelita wprowadzony na orbitę w ramach programu Bion. Program był prowadzony w latach 1973-1996 i został reaktywowany w 2005 roku.

## Cel eksperymentu
Poznanie wpływu warunków kosmicznych, przede wszystkim stanu nieważkości, na strukturę i dynamikę organizmów żywych. Dla uzyskania pełnych wyników stan tych organizmów w czasie lotu był w sposób ciągły kontrolowany, a wyniki tych obserwacji były przekazywane do ośrodka naziemnego. Jednocześnie, dla porównania, badane były zwierzęta kontrolne znajdujące się w laboratorium na Ziemi.

## Misja
W dniu 31 października 1973 roku został wysłany sztuczny satelita Kosmos 605 z materiałem biologicznym. W jego wnętrzu znajdowało się kilkadziesiąt szczurów, żółwie stepowe, owady, pierwotniaki, grzyby i bakterie. Pojemnik z organizmami został sprowadzony po trzech tygodniach na Ziemię.

## Wyniki eksperymentów
Po powrocie u zwierząt stwierdzono szereg zmian czynnościowych, takich jak zmniejszenie temperatury ciała, utrudnione oddychanie, zanikanie mięśni, obniżenie wytrzymałości mechanicznej kości, zmniejszenie masy niektórych narządów wewnętrznych i gruczołów. Nie wykryto natomiast zmian patologicznych. Po upływie  3-4 tygodni po wylądowaniu większość tych zmian cofnęła się, a stan zwierząt powrócił do normy. W eksperymencie po raz pierwszy udało się uzyskać drugie pokolenie owadów, którego rozwój przebiegał w stanie nieważkości. Nie wykryto różnic między drugim i pierwszym pokoleniem.
Stwierdzono również wpływ warunków kosmicznych na rozwój grzybów. Rosnące w stanie nieważkości wytworzyły bardzo cienką i niezwykle powyginaną nóżkę oraz bardziej masywną grzybnię niż na Ziemi.
W satelicie Kosmos 605 przeprowadzono również badania środków ochrony przed działaniem promieniowania jonizującego.